# Аксис (олень)
Аксис (лат. Axis axis) — представитель семейства оленевых (Cervidae).

## Внешний вид
Аксис — изящный олень с рыжевато-золотистым окрасом шерсти, на котором разбросаны мелкие белые пятна. Высота в холке: 75—95 см. Рога: длиной до 75 см. Масса 75—100 кг.

## Распространение
Аксисы обитают в лесных предгорьях Гималаев и на Цейлоне. Это наиболее часто встречающийся олень Индии, численность которого постоянно возрастает. Он не встречается только в сухих, лишённых растительности местах. Удачно акклиматизировался в лесах Армении.

## Образ жизни
Аксисы живут большими стадами по нескольку сотен голов — взрослые самцы и самки, новорождённые оленята, олени-подростки.
Продолжительность жизни: до 15 лет в неволе.

## Размножение
Половое созревание: самка — в 1 год, самец — с 4 лет. Самка аксиса приносит оленят каждые 7—7,5 мес. За раз самка зачастую рожает 2 оленёнка, но иногда в помёте может быть один или трое оленят.

## Естественные враги
Главным врагом аксиса считается бенгальский тигр. Нападают на этого оленя и красные волки, леопарды, гиены, шакалы, крокодилы и очень крупные питоны.

## Подвиды
- Аксис цейлонский

## Галерея

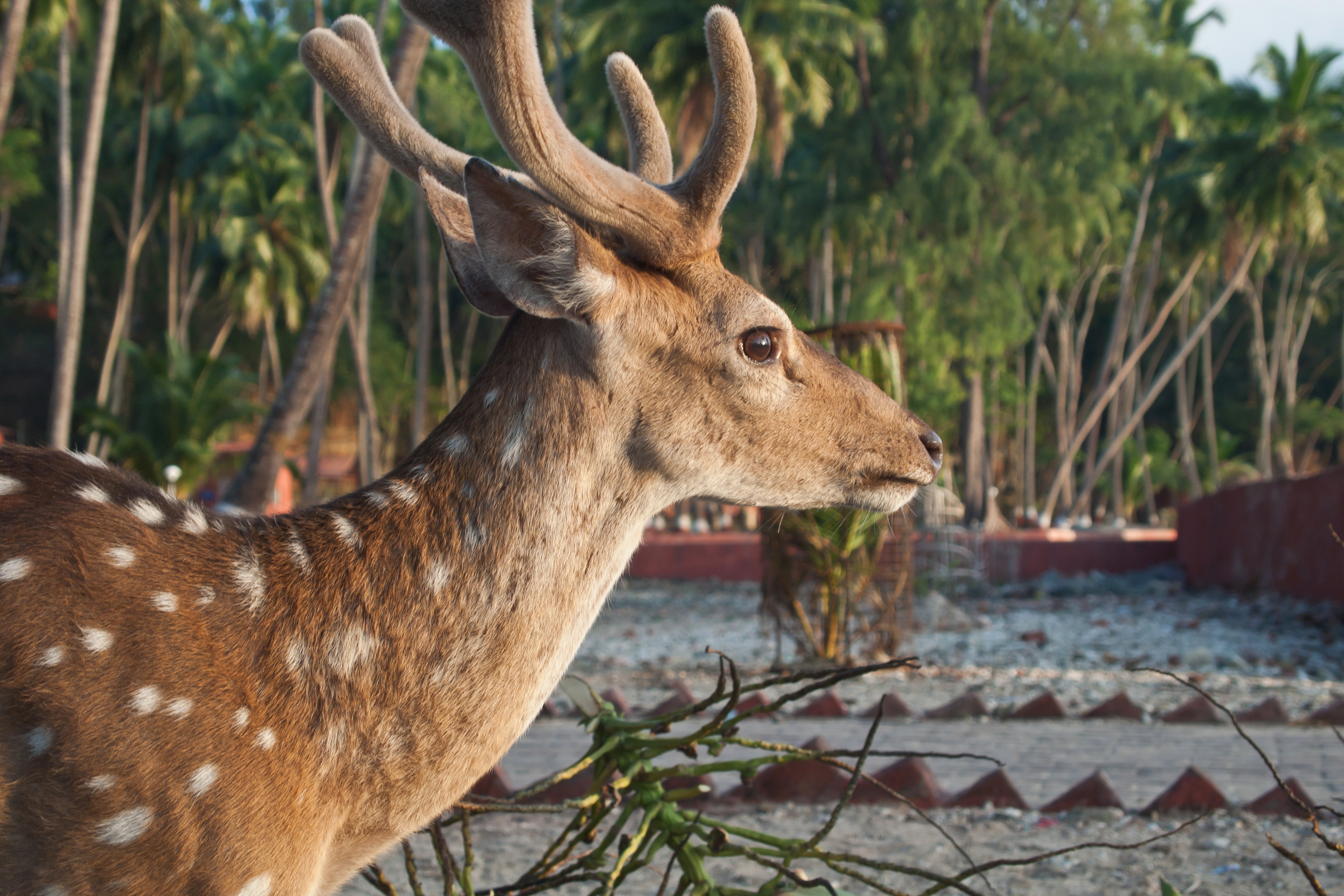
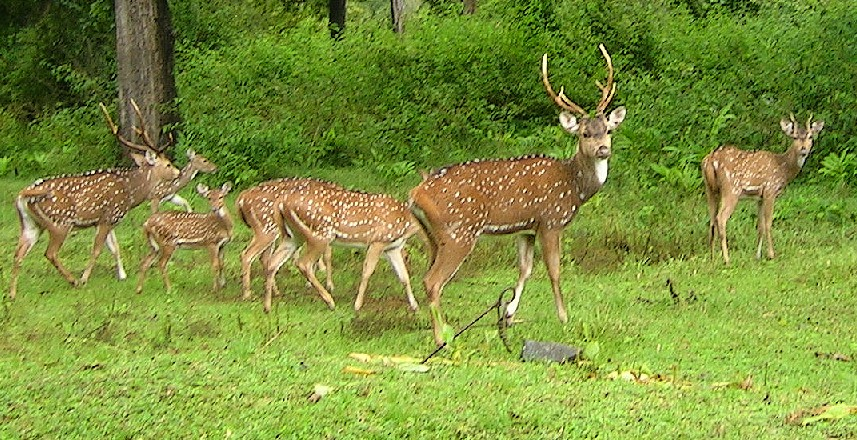
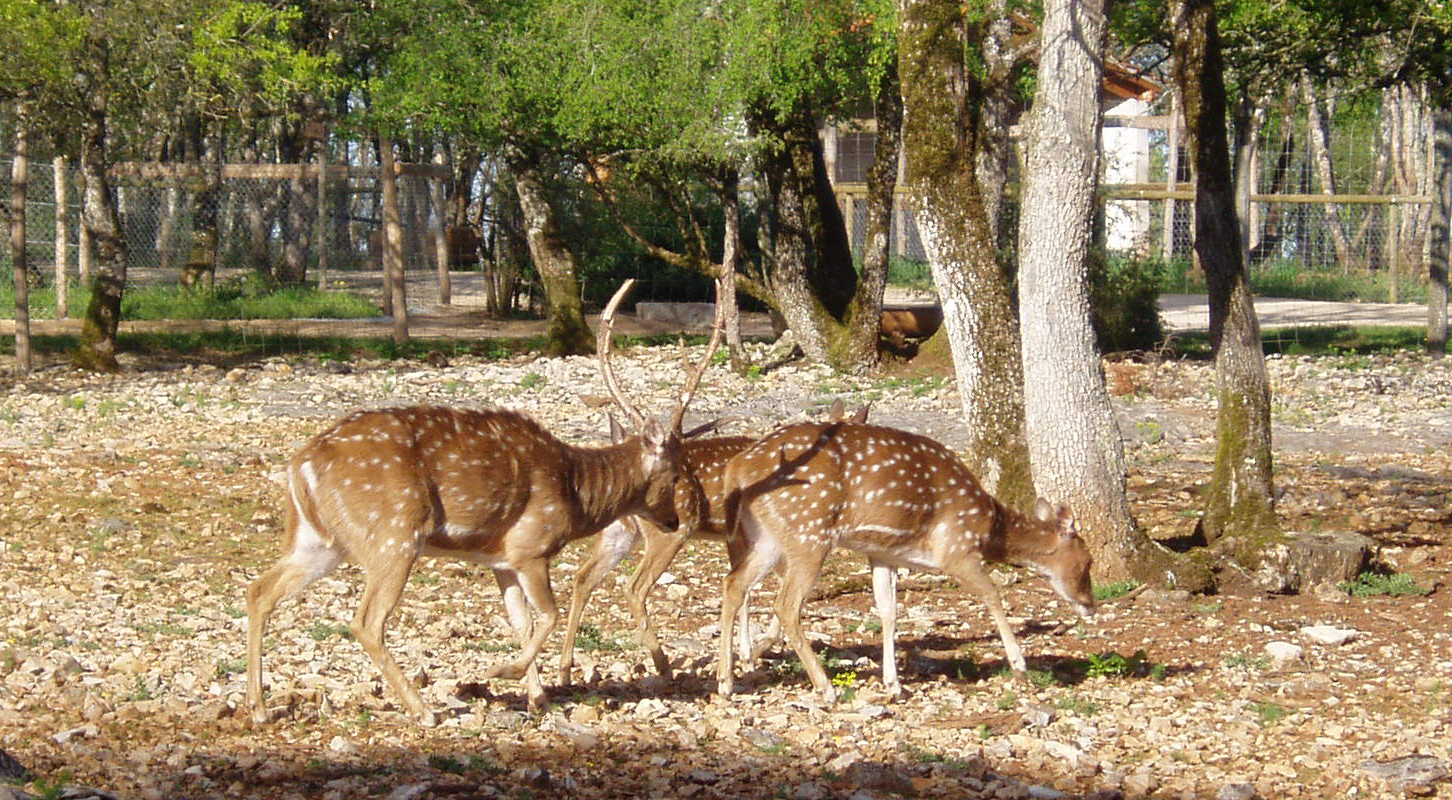
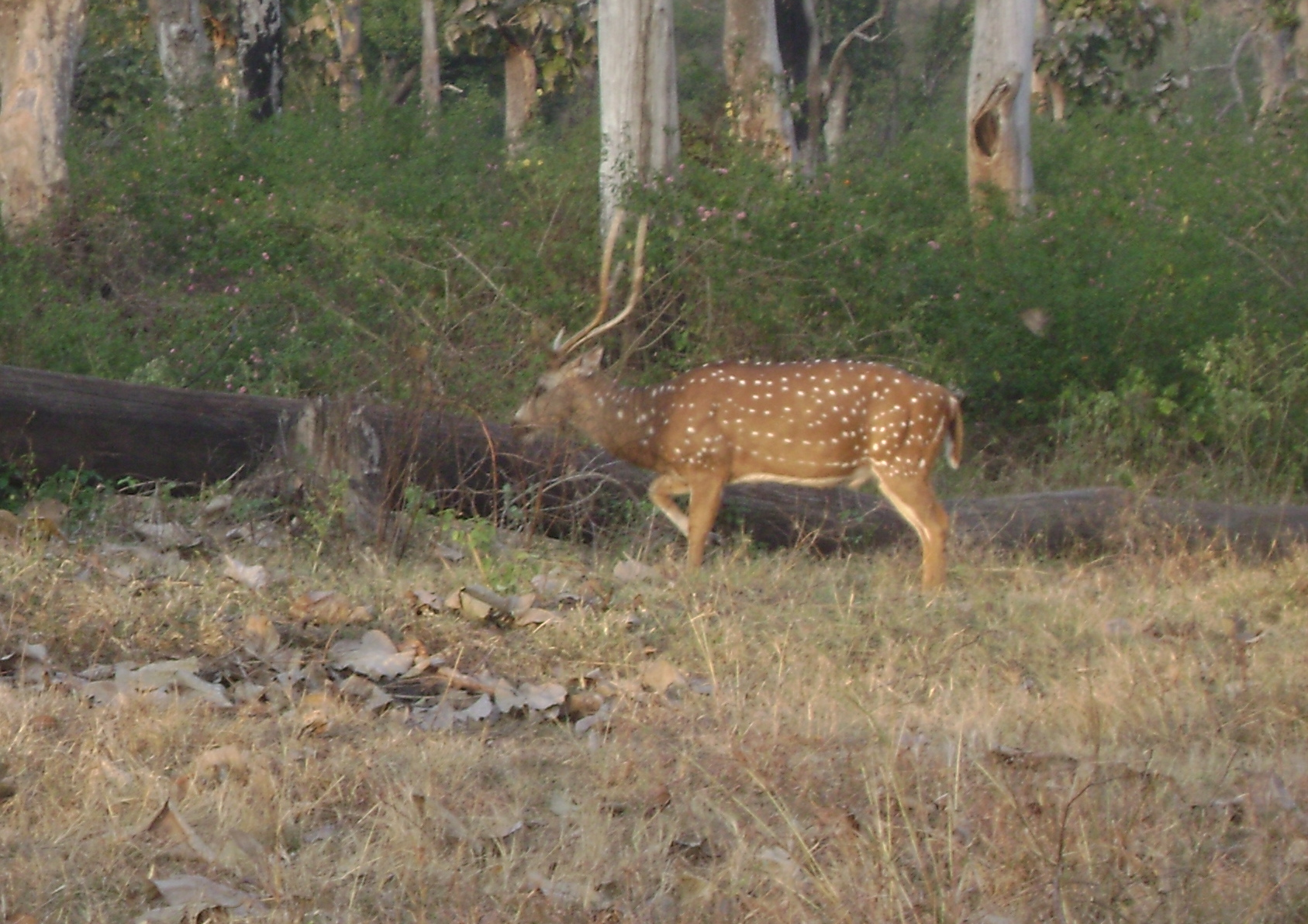
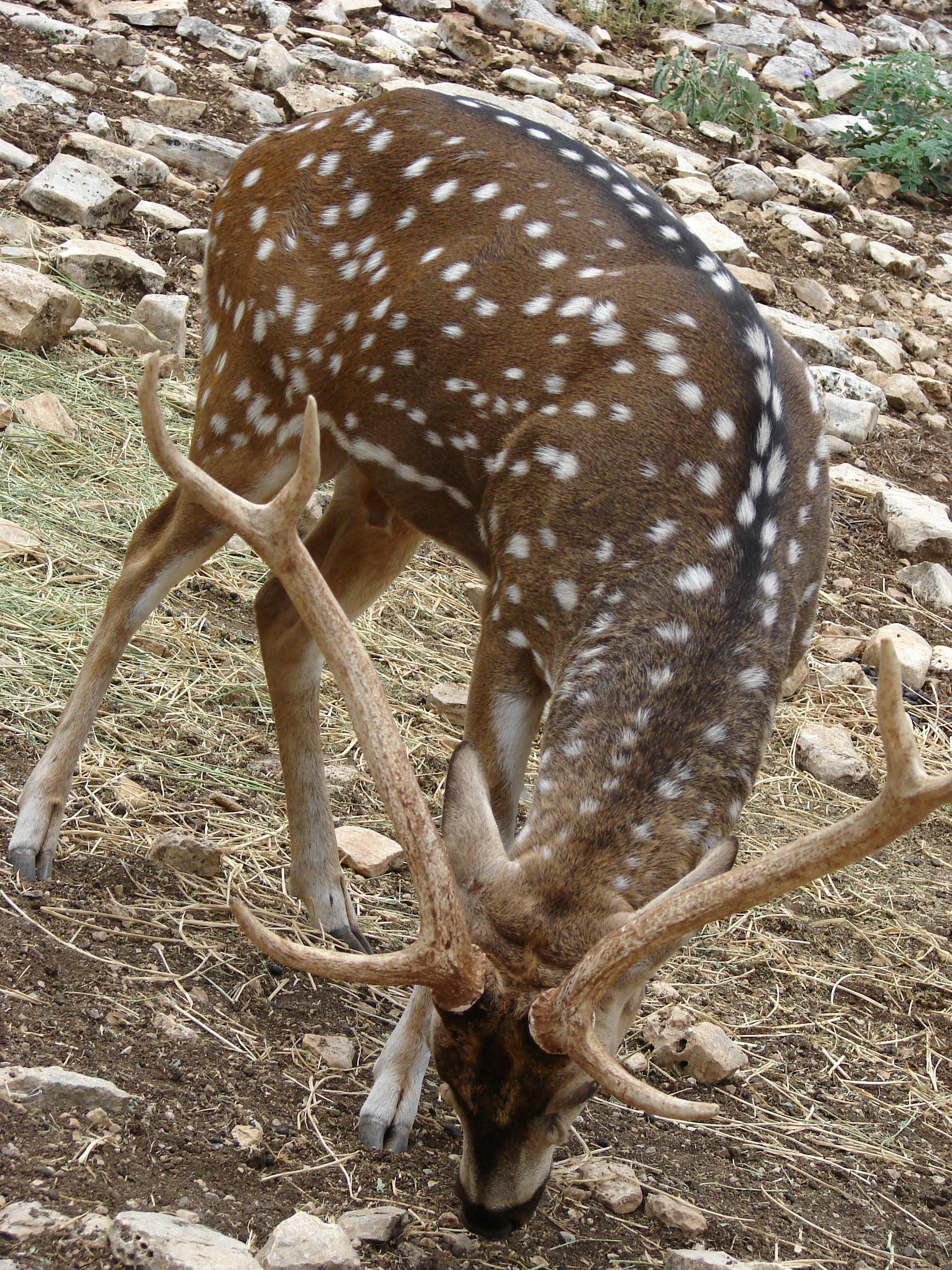
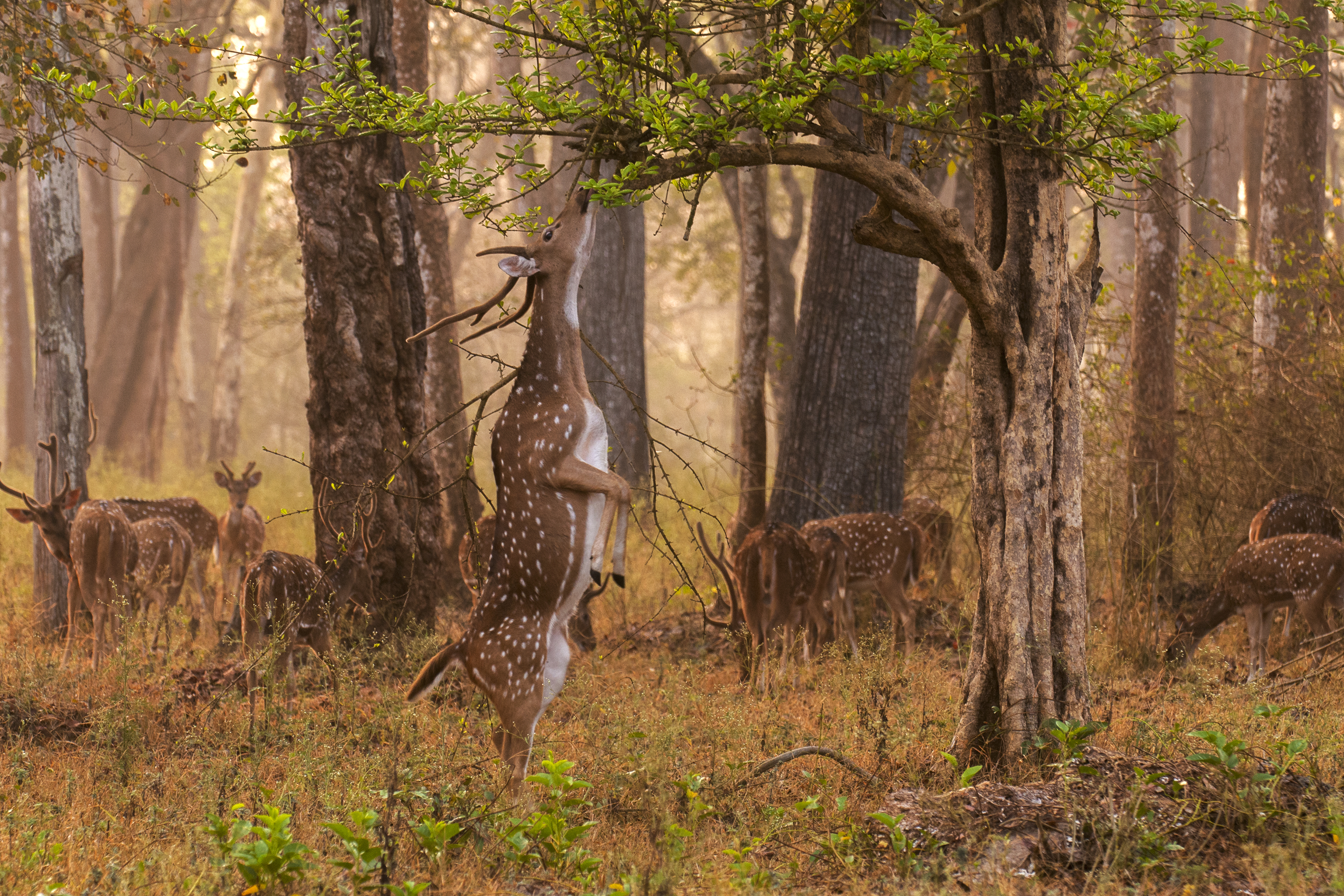
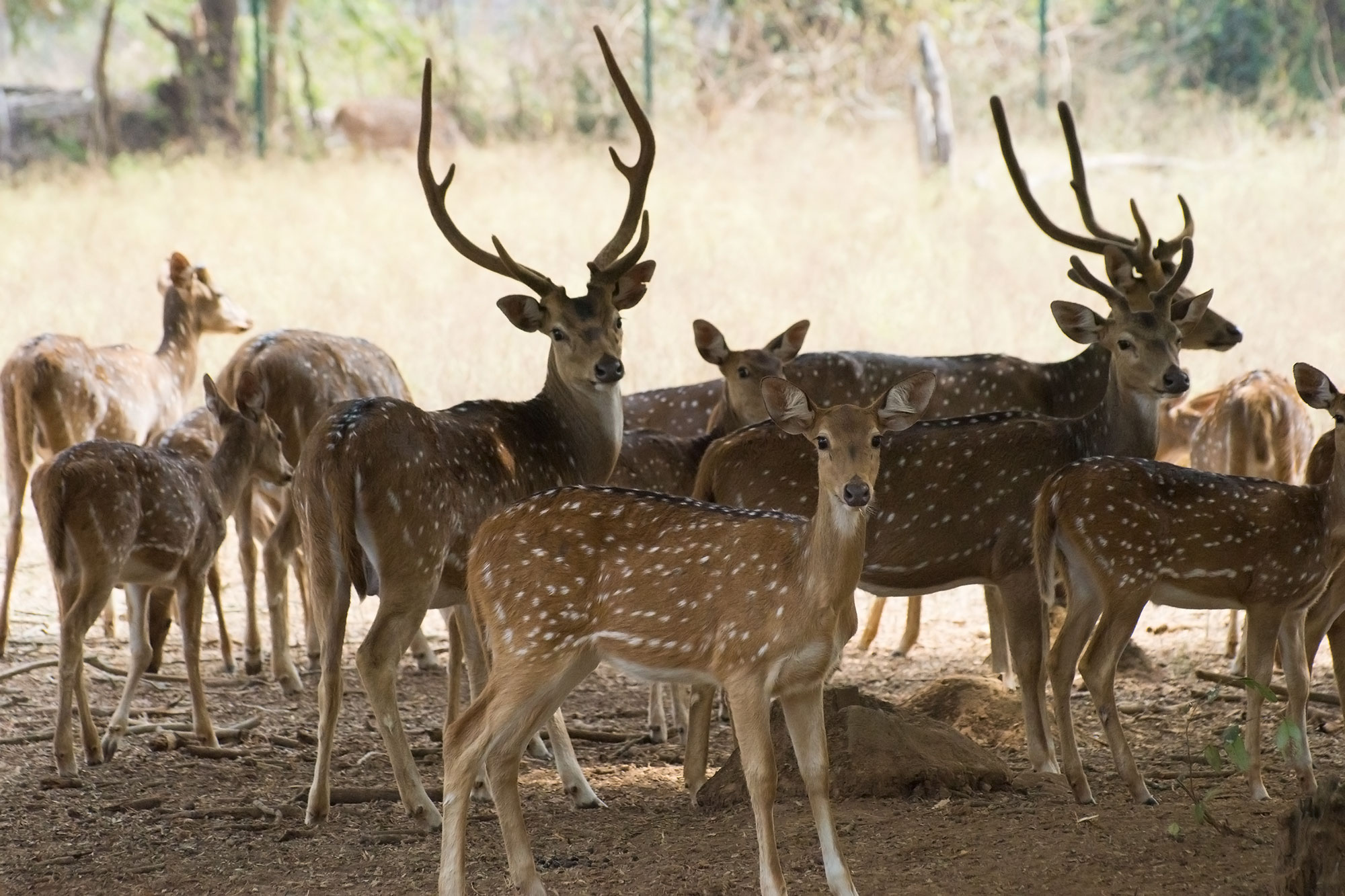
Аксис в заповеднике Бхадра (шт. Карнатака)